# 阿尼奥
阿尼奥（義大利語：Agno，義大利語發音：[ˈaɲ.ɲo]）是瑞士提契諾州的一个市镇，面積2.49平方公里，海拔高度280米，截至2018年12月31日总人口为4,445人。